# Ivan Rudež
Ivan Rudež (Zagabria, 22 dicembre 1979) è un allenatore di pallacanestro croato.
È il fratello di Damjan, cestista croato che ha giocato anche in NBA.

## Palmarès

### Allenatore
- Campionato svizzero: 2

Lions de Genève: 2013, 2015
- Coppa Svizzera: 1

Lions de Genève: 2014
- Coppa di Lega: 2

Lions de Genève: 2013, 2015